# Logiciel abandonné

Logo de l'abandonware, détournement du tidy man.

Un logiciel abandonné, ou abandogiciel, ou par anglicisme un abandonware, est un logiciel (le plus souvent un jeu vidéo, voire un logiciel utilitaire,,,,) considéré comme abandonné sous prétexte qu'il n'est plus en vente ou mis à jour par son éditeur ou ayant droit, si bien que certains utilisateurs prennent des libertés par rapport à la législation sur la propriété intellectuelle en l'utilisant, le reproduisant et le partageant gratuitement bien qu'il soit encore protégé.
Le terme logiciel abandonné est large, et englobe de nombreux types de vieux logiciels. Les définitions du terme logiciel abandonné varient, mais en général, c'est comme tout objet abandonné - il est ignoré par le propriétaire, et en tant que tel, le support du produit et éventuellement l'application du droit d'auteur sont également abandonnés.
La notion de logiciel abandonné n'a pas de base légale (tant que l'éditeur n'a pas libéré les droits).

## Étymologie
Créé par Peter Ringering en 1997 pour son webring Abandonware Ring Central, le néologisme anglais abandonware, formé par l'amalgame de « abandon » (« abandonner, délaisser ») et de « ware » (produits), pour « software » (produits logiciels) ou pour « game ware » (jeux), s'est répandu à partir de 1997 à la suite de la banalisation de l'Internet et de la mise en ligne de sites mettant illégalement du contenu protégé à la disposition des internautes. Par la suite, certains de ces sites, dits de warez, se spécialisèrent dans les jeux passés de mode, adoptant les vocables oldwarez ou abandonwarez. Enfin la dénomination perdit le z terminal pour s'arrêter à abandonware par souci de ses adeptes de se différencier des sites de pirates.
Si les termes français correspondants sont « logiciel abandonné » ou « logiciel orphelin », le terme le plus couramment employé par les francophones reste « abandonware »[réf. souhaitée].
En 2001, l'Office québécois de la langue française proposa les synonymes « abandogiciel », « abandoniciel » et « abandongiciel », trois différentes contractions de « abandon » et « logiciel », laissant à l'usager le soin de faire son choix. Certains dictionnaires par la suite ont donné la préférence à « abandogiciel »[Lesquels ?].

## Types

### Logiciel commercial non supporté mais appartenant toujours à une entreprise viable
La disponibilité du logiciel dépend de l'attitude de l'ayant droit à son égard. Dans de nombreux cas, l'entreprise qui détient les droits sur le logiciel n'est pas celle qui l'a créé, ou ne reconnaît pas sa propriété. Certaines entreprises, comme Borland, mettent certains vieux logiciels à disposition en ligne, sous forme de freeware. D'autres, comme Microsoft, ne mettent pas d'anciennes versions à disposition pour une utilisation gratuite et ne permettent pas aux gens de copier le logiciel.

### Logiciel commercial appartenant à une société qui n'est plus en activité
Lorsqu'il n'existe plus d'entité propriétaire d'un logiciel, toutes les activités (vente, support, mise à jour, etc.) en rapport avec ce logiciel ont cessé. Si les droits d'un logiciel sont irrécupérables dans les limbes juridiques (œuvre orpheline), les droits du logiciel ne peuvent pas être achetés par une autre société, et il n'y a aucune société pour faire respecter le droit d'auteur. Un exemple de ceci est le compilateur PL/I de Digital Research pour DOS, qui a été considéré pendant de nombreuses années comme sans propriétaire ; Micro Focus, qui a acquis Novell, qui avait racheté les actifs de Digital Research, est propriétaire de cet ancien compilateur PL/I, mais dispose d'une offre PL/I plus récente.

### Sharewareque son auteur rend encore disponible
Trouver des anciennes versions peut toutefois s'avérer difficile car la plupart des archives de sharewares suppriment les anciennes versions avec la sortie des nouvelles. Les auteurs peuvent ou non rendre les anciennes versions disponibles. Certains sites Web archivent et proposent au téléchargement d'anciennes versions de shareware, de freeware et d'applications commerciales. Dans certains cas, ces sites ont dû supprimer des versions antérieures de logiciels, en particulier si la société produisant ces logiciels en assure toujours la maintenance, ou si des versions ultérieures introduisent la gestion des droits numériques (GDN), les anciennes versions pouvant être considérées comme un contournement de la GDN.

### Programmesopen sourceetfreewarequi ont été abandonnés
Dans certains cas, le code source reste disponible, ce qui peut constituer un artefact historique. C'est le cas de PC-LISP (en), que l'on trouve encore en ligne, et qui met en œuvre le dialecte Franz Lisp (en). Le PC-LISP basé sur DOS fonctionne toujours bien dans les émulateurs et sous Microsoft Windows.

### Code orphelin
Le code source ou l'exécutable est peut-être encore disponible, mais l'auteur est inconnu ou seulement identifié par une adresse électronique morte ou un équivalent, et il n'y a aucune perspective réaliste de trouver le propriétaire de la propriété intellectuelle.

## Implications
Si un logiciel arrive en fin de vie et est abandonné, les utilisateurs sont confrontés à plusieurs problèmes : absence de possibilité d'achat (excepté pour des logiciels usagés) et absence de services d'assistance, par exemple les correctifs de compatibilité pour les matériels et les systèmes d'exploitation plus récents. Ces problèmes sont exacerbés si le logiciel est lié à un support physique dont la durée de vie est limitée (disquettes, disques optiques, etc.) et si les sauvegardes sont impossibles en raison de la protection contre la copie ou de la législation sur le droit d'auteur. Si un logiciel n'est distribué que sous une forme numérique, verrouillée par la gestion des droits numériques ou en tant que SaaS, l'arrêt des serveurs entraînera une perte du logiciel. Si le logiciel n'a pas d'alternative, la non disponibilité du logiciel devient un défi pour l'utilisateur qui en dépend.
Une fois qu'un logiciel a été abandonné, il y a un risque élevé que le code source soit perdu ou irrécupérable, même pour les développeurs d'origine, comme l'ont montré de nombreux cas. L'un des nombreux exemples est la fermeture d'Atari à Sunnyvale, en Californie, en 1996, lorsque les codes sources de plusieurs jalons de l'histoire des jeux vidéo (tels que Asteroids et Centipede) ont été jetés à la poubelle. Certains ont heureusement été récupérés par la suite,.
La non-disponibilité des logiciels et du code source associé peut également constituer un obstacle à l'archéologie logicielle et à la recherche sur les logiciels.

## Réponse à l'abandon des logiciels

### Premiers sites Web de logiciels abandonnés
En réponse à l'abandon des logiciels, des personnes ont distribué de vieux logiciels depuis peu après l'avènement des ordinateurs personnels, mais cette activité est restée discrète jusqu'à l'avènement d'Internet. L'échange de vieux jeux a pris de nombreux noms et formes, le terme abandonware a été inventé par Peter Ringering à la fin de l'année 1996. Peter Ringering a trouvé des sites Web de jeux classiques similaires au sien, a contacté leurs webmestres et a formé le premier Abandonware Ring (anneau de sites de logiciels abandonnées) en février 1997. Ce premier anneau de sites n'était guère plus qu'une collection de sites renvoyant à adventureclassicgaming.com. Un autre site indexait le contenu des sites pour fournir une fonction de recherche rudimentaire. En octobre 1997, l'Interactive Digital Software Association a envoyé des mises en demeure à tous les sites de l'Abandonware Ring, ce qui a entraîné la fermeture de la plupart d'entre eux. Cette situation a eu pour conséquence involontaire d'inciter d'autres personnes à créer de tels sites et organisations de logiciels abandonnés, qui ont fini par dépasser en nombre les membres de l'anneau initial. Parmi les sites créés après la disparition de l'Abandonware Ring, citons Abandonia (en), Bunny Abandonware et Home of the Underdogs (en).
Plus tard, les sites Web consacrés aux logiciels abandonnés ont activement acquis et reçu des autorisations de la part des développeurs et des détenteurs de droits d'auteur (par exemple, Jeff Minter, Magnetic Fields, ou Gremlin Interactive) pour la redistribution légale des œuvres abandonnées ; un exemple est le site World of Spectrum qui a obtenu l'autorisation de nombreux développeurs et a réussi à se sortir d'un procès intenté par la Digital Millennium Copyright Act (DMCA),,,.

### Archives
Plusieurs sites Web archivent des logiciels abandonnés à télécharger, y compris d'anciennes versions d'applications qui sont difficiles à trouver par d'autres moyens. La plupart de ces logiciels correspondent à la définition de logiciel qui n'est plus d'actualité, mais qui présente toujours un intérêt, mais la frontière entre l'utilisation et la distribution d'un logiciel abandonné et la violation du droit d'auteur est floue, et le terme logiciel abandonné pourrait être utilisé pour distribuer un logiciel sans en informer correctement le propriétaire.
L'Internet Archive a créé des archives de ce qu'elle décrit comme des logiciels vintage, afin de les préserver. Le projet a plaidé en faveur d'une exemption de la loi américaine Digital Millennium Copyright Act (Loi sur le droit d'auteur du millénaire numérique) pour leur permettre de contourner la protection contre la copie. Cette exemption a été approuvée en 2003 pour une période de trois ans. L'exemption a été renouvelée en 2006 et, depuis le 27 octobre 2009, a été prolongée indéfiniment dans l'attente de nouvelles règles.
L'Internet Archive ne propose pas ses logiciel en téléchargement, car l'exemption est uniquement à des fins de préservation ou de reproduction archivistique d'œuvres numériques publiées par une bibliothèque ou une archive. Néanmoins, en 2013, l'Internet Archive a commencé à fournir des jeux anciens sous forme d'émulation jouable par navigateur web via MESS, par exemple le jeu Atari 2600 E.T. the Extra-Terrestrial.
Depuis le 23 décembre 2014, l'Internet Archive offre via une émulation DOSBox basée sur un navigateur des milliers de jeux sur ordinateur personnel DOS,,, à des fins académiques et de recherche uniquement.
À partir de 2006 environ, la Bibliothèque du Congrès américaine a commencé à préserver à long terme les jeux vidéo avec la liste Game canon (en),. En septembre 2012, la collection comptait près de 3 000 jeux de nombreuses plateformes et environ 1 500 guides de stratégie,. Par exemple, le code source du jeu inédit sur PlayStation Portable Duke Nukem: Critical Mass a été découvert en août 2014 et est conservé à la Bibliothèque du Congrès,,.
Depuis environ 2009, l'International Center for the History of Electronic Games (en) (ICHEG) a adopté une approche en cinq volets pour la préservation des jeux vidéo : le logiciel et le matériel d'origine, le matériel de marketing et les publications, les archives de production, les captures d'écran de jeu et enfin le code source. En décembre 2013, l'ICHEG a reçu un don de plusieurs jeux vidéo de Strategic Simulations, par exemple Computer Bismarck, y compris le code source,. En 2014, une collection de jeux de Brøderbund Software et une collection de code source et d'équipements d'arcade Atari virtuellement complète ont été ajoutées aux archives du ICHEG,.
En 2010, le Computer History Museum (Musée de l'Histoire de l'ordinateur) a commencé à préserver le code source de logiciels importants, en commençant par MacPaint 1.3 d'Apple,,. En 2012, le langage de programmation APL a suivi. Adobe a fait don du code source de Photoshop 1.0.1 à la collection en février 2013,. Le code source est mis à la disposition du public sous une licence propriétaire non commerciale. Le 25 mars 2014, Microsoft a suivi avec le don des variantes de MS-DOS ainsi que de Word pour Windows 1.1a sous sa propre licence,. Le 21 octobre 2014, le code source et d'autres ressources de Xerox Alto ont suivi.
En 2012, un groupe de musées et d'organisations européennes a créé la Fédération européenne des archives, musées et projets de préservation des jeux vidéo afin d'unir leurs forces pour « préserver l'héritage du jeu », Au Japon, l'archivage des logiciels de jeux vidéo se fait aussi depuis plusieurs années.
En 2012, le MoMA a commencé à archiver des jeux vidéo et tente explicitement d'en obtenir le code source.
Il existe également des cas où le code source de jeux a été donné à une communauté de fans pour une conservation à long terme, par exemple plusieurs titres de la série de jeux vidéo Wing Commander,, ou Ultima IX: Ascension de la série Ultima.

### Soutien communautaire
En réponse à l'absence de support logiciel, il arrive que la communauté des utilisateurs du logiciel commence à fournir un support (corrections de bogues, adaptations de compatibilité, etc.), même sans code source disponible, sans documentation et sans les outils de développement originaux. Les méthodes utilisées sont le débogage, la rétro-ingénierie, et le piratage des exécutables. Les résultats sont souvent distribués sous forme de correctifs non officiels (en). Des exemples notables sont Fallout 2, Vampire: The Masquerade - Bloodlines ou encore Windows 98. Par exemple, en 2012, lorsque le jeu multijoueur Supreme Commander: Forged Alliance a été abandonné sans support, le serveur et le support officiels ayant été fermés,, la communauté du jeu a elle-même pris le relais et a fourni un serveur et un client pour permettre la survie du jeu,,,.

### Rééditions par distribution numérique
Avec la nouvelle possibilité de distribution numérique apparue vers 2005, la distribution commerciale de nombreux titres anciens est redevenue possible, car les coûts de déploiement et de stockage ont considérablement baissé. Un distributeur numérique spécialisé dans la sortie de vieux jeux de l'état d'abandon est GOG.com (anciennement appelé Good Old Games) qui a commencé en 2008 à rechercher les détenteurs de droits d'auteur de jeux classiques pour les sortir à nouveau légalement et sans gestion des droits numériques,. Par exemple, Conquest: Frontier Wars a été, après dix ans d'indisponibilité, réédité par gog.com, incluant également le code source,.

## Arguments pour et contre la distribution de logiciels abandonnés
Les partisans de la distribution des logiciels abandonnés soutiennent qu'il est plus éthique de faire des copies de ces logiciels que de faire des copies de nouveaux logiciels qui sont encore commercialisés. Ceux qui ne connaissent pas la loi sur le droit d'auteur croient à tort que la distribution de logiciels abandonnés est légale, bien qu'aucun logiciel écrit depuis 1964 ne soit assez vieux pour que le droit d'auteur ait expiré aux États-Unis. Même dans les cas où l'entreprise d'origine n'existe plus, les droits appartiennent généralement à quelqu'un, même si personne n'est en mesure de retracer le propriétaire actuel, y compris le propriétaire original lui-même.
Les défenseurs de la distribution des logiciels abandonnés citent aussi fréquemment la préservation historique comme raison de la distribution de logiciels abandonnés. Les anciens supports informatiques sont fragiles et sujets à une détérioration rapide, ce qui nécessite le transfert de ces matériaux vers des supports plus modernes et stables et la génération de nombreuses copies pour s'assurer que le logiciel ne disparaîtra pas. Les utilisateurs d'anciens systèmes informatiques encore fonctionnels défendent la nécessité de distribuer des logiciels abandonnés parce que la réédition des logiciels par les détenteurs de droits d'auteur visera très probablement des systèmes modernes ou des supports incompatibles, empêchant ainsi l'achat légal de logiciels compatibles avec leurs équipements.
Ceux qui s'opposent à ces pratiques font valoir que la distribution prive le titulaire du droit d'auteur de ventes potentielles, sous la forme de titres réédités, d'émulation officielle, etc. De même, ils affirment que si les gens peuvent acquérir gratuitement une ancienne version d'un programme, ils seront peut-être moins enclins à acheter une version plus récente si l'ancienne version répond à leurs besoins.
Certains développeurs de jeux ont manifesté leur sympathie pour les sites Web de logiciels abandonnés, qui préservent leurs titres de jeux classiques :
[...] personnellement, je pense que les sites qui prennent en charge ces vieux jeux sont une bonne chose tant pour les consommateurs que pour les détenteurs de droits d'auteur. Si les options sont (a) d'avoir un jeu perdu pour toujours et (b) de l'avoir disponible sur un de ces sites, je voudrais qu'il soit disponible. Cela dit, je pense qu'un jeu n'est abandonné que longtemps après avoir été épuisé. Et le fait qu'un livre soit épuisé ne me donne pas le droit d'en faire une copie pour mes amis.
- Richard Garriott ;
Est-ce du piratage ? Oui, bien sûr. Mais alors quoi ? La plupart des fabricants de jeux ne vivent plus des revenus de ces vieux jeux. La plupart des équipes créatives à l'origine de tous ces jeux ont depuis longtemps quitté les sociétés qui les ont publiés, et il est donc impossible que les personnes qui le méritent perçoivent encore des royalties sur ces jeux. Alors allez-y, volez ce jeu ! Répandez l'amour !
- Tim Schafer ;
Si je possédais les droits d'auteur de Total Annihilation, j'autoriserais probablement sa diffusion gratuite à l'heure actuelle (quatre ans après sa sortie initiale).
- Chris Taylor.

## Droit
Dans la plupart des cas, les logiciels abandonnés ne sont pas dans le domaine public, car leurs droits d'auteur initial n'ont jamais été officiellement révoqués et une société ou un individu peut encore les détenir. Bien que le partage d'un tel logiciel soit généralement considéré comme une violation du droit d'auteur, dans la pratique, les détenteurs de droits d'auteur font rarement valoir leurs droits sur les logiciels abandonnés pour un certain nombre de raisons - principalement parce que le logiciel est technologiquement obsolète et n'a donc aucune valeur commerciale, ce qui rend l'application du droit d'auteur futile. Par défaut, cela peut permettre au produit de tomber de facto dans le domaine public étant donné que le droit d'auteur n'est pas défendu.
Il est rare qu'une affaire de logiciel abandonné soit portée devant les tribunaux, mais il est toujours illégal de distribuer des copies de logiciels et de jeux protégés par le droit d'auteur, avec ou sans compensation, dans tout pays signataire de la Convention de Berne pour la protection des œuvres littéraires et artistiques.

### Défense du droit d'auteur
Les droits d'auteur anciens ne sont généralement pas défendus. Cela peut être dû à une non-application intentionnelle par les propriétaires en raison de l'âge ou de l'obsolescence du logiciel, mais cela résulte parfois du fait qu'une société détentrice du droit d'auteur a fait faillite sans transférer explicitement la propriété du droit d'auteur, ne laissant à personne la connaissance du droit d'auteur et la possibilité de le défendre.
Même si le droit d'auteur n'est pas défendu, la copie d'un tel logiciel est toujours illégale dans la plupart des juridictions où le droit d'auteur est encore en vigueur. Les logiciels abandonnés sont copiés en partant du principe que les ressources nécessaires pour faire respecter les droits d'auteur dépassent les bénéfices qu'un détenteur des droits pourrait réaliser en vendant des licences des logiciels. En outre, les partisans des logiciels abandonnés soutiennent que la distribution de logiciels pour lesquels il n'y a personne pour défendre le droit d'auteur est moralement acceptable, même si elle n'est pas soutenue par la loi actuelle. Les entreprises qui ont fait faillite sans transférer leurs droits d'auteur en sont un exemple ; de nombreuses entreprises de matériel et de logiciels qui ont développé d'anciens systèmes ont cessé leurs activités depuis longtemps et la documentation précise des droits d'auteur peut ne pas être facilement disponible.
La disponibilité de logiciels abandonnés sur Internet est souvent liée à la volonté des détenteurs de droits d'auteur de défendre ces derniers. Par exemple, les vieux jeux pour ColecoVision sont nettement plus faciles à trouver sur Internet que les vieux jeux pour l'Intellivision de Mattel, en grande partie parce qu'il existe encore une société qui vend des jeux Intellivision alors qu'il n'en existe aucune pour la Colecovision.

### DMCA
Le Digital Millennium Copyright Act (DMCA) peut constituer un problème pour la préservation des anciens logiciels car il interdit l'utilisation de techniques requises pour préserver les anciens logiciels. En octobre 2003, le Congrès américain a adopté 4 clauses au DMCA qui autorisent la rétro-ingénierie des logiciels en cas de préservation.
« 3. Les programmes informatiques et les jeux vidéo distribués dans des formats qui sont devenus obsolètes et qui nécessitent le support ou le matériel original comme condition d'accès. ...Le registraire a conclu que dans la mesure où les bibliothèques et les archives souhaitent faire des copies de préservation de logiciels et de jeux vidéo publiés qui ont été distribués dans des formats qui sont maintenant obsolètes (soit parce que le support physique sur lequel ils ont été distribués n'est plus utilisé, soit parce que l'utilisation d'un système d'exploitation obsolète est requise), cette activité est une utilisation non contrefaisante couverte par la section 108(c) du Copyright Act. »
- Exemption à l'interdiction de contournement des systèmes de protection du droit d'auteur pour les technologies de contrôle d'accès
En novembre 2006, la Bibliothèque du Congrès a approuvé une exemption à la DMCA qui autorise le contournement de la protection contre la copie sur les logiciels qui ne sont plus vendus ou pris en charge par leur détenteur de droits d'auteur afin qu'ils puissent être archivés et conservés sans crainte de représailles,.

### Loi américaine sur le droit d'auteur
Actuellement[Quand ?], la législation américaine sur le droit d'auteur ne reconnaît pas le terme ou le concept de logiciel abandonné, alors que le concept général d'œuvres orphelines est reconnu (voir Œuvres orphelines aux États-Unis (en)). Il existe depuis longtemps un concept d'abandon dans le droit des marques, conséquence directe de la durée infinie de la protection des marques. Actuellement[Quand ?], un droit d'auteur peut être libéré dans le domaine public si le titulaire le fait clairement par écrit ; toutefois, ce processus formel n'est pas considéré comme un abandon, mais plutôt comme une libération. Les personnes qui ne sont pas titulaires d'un droit d'auteur ne peuvent pas simplement prétendre à l'abandon du droit d'auteur et commencer à utiliser des œuvres protégées sans l'autorisation du titulaire du droit d'auteur, qui pourrait alors engager un recours juridique.
L'hébergement et la distribution de logiciels protégés par le droit d'auteur sans autorisation sont illégaux. Les détenteurs de droits d'auteur, parfois par l'intermédiaire de l'Entertainment Software Association, envoient des mises en demeure, ce qui a amené certains sites à fermer ou à supprimer les logiciels en infraction. Cependant, la plupart des efforts de l'association sont consacrés aux nouveaux jeux, car ce sont les titres qui ont le plus de valeur.

### Le droit européen
En 2012, l'Union européenne a adopté une directive sur les œuvres orphelines (Directive 2012/28/EU (en)), qui a été transposée dans les lois des États membres. Bien que la terminologie comporte des ambiguïtés concernant les logiciels et en particulier les jeux vidéo, certains spécialistes soutiennent que les jeux vidéo abandonnés relèvent de la définition des œuvres audiovisuelles qui y est mentionnée.

### Expiration du droit d'auteur
Une fois que le droit d'auteur sur un logiciel a expiré, celui-ci tombe automatiquement dans le domaine public. Un tel logiciel peut être distribué légalement sans restrictions. Cependant, en raison de la durée des droits d'auteur dans la plupart des pays, cela ne s'est pas encore produit pour la plupart des logiciels. Tous les pays qui respectent la convention de Berne appliquent la propriété du droit d'auteur pendant au moins 50 ans après la publication ou le décès de l'auteur. Cependant, certains pays ont choisi de faire respecter les droits d'auteur pour des périodes plus longues. Aux États-Unis, la durée du droit d'auteur est déterminée en fonction de l'authorship. Pour la plupart des œuvres publiées, la durée est de 70 ans après la mort de l'auteur. Toutefois, pour les œuvres anonymes, les œuvres publiées sous un pseudonyme ou les œuvres réalisées à titre onéreux, la durée est de 120 ans après la création ou de 95 ans après la publication, selon la première éventualité. En France, la durée du droit d'auteur est de 70 ans après la date pertinente (date du décès de l'auteur ou de la publication) pour les deux catégories.
Cependant, en raison de la durée d'application du droit d'auteur dans la plupart des pays, il est probable qu'au moment où un logiciel passera par défaut dans le domaine public, il sera depuis longtemps devenu obsolète, sans intérêt ou incompatible avec tout matériel existant. En outre, en raison de la durée de vie commerciale et physique relativement courte de la plupart des supports numériques, il est tout à fait possible qu'à l'expiration du droit d'auteur d'un logiciel, celui-ci n'existe plus sous aucune forme. Toutefois, comme le plus grand risque lié aux logiciels abandonnés est celui de la distribution, il peut être quelque peu atténué par des utilisateurs privés (ou des organisations telles que l'Internet Archive) qui font des copies privées de ces logiciels, qui seraient alors légalement redistribuables au moment de l'expiration du droit d'auteur.

## Alternatives à l'abandon de logiciels
Il existe des alternatives à l'abandon sans soutien pour les entreprises dont le produit logiciel arrive en fin de vie.

### Disponibilité en tant que freeware
Certaines communautés d'utilisateurs convainquent les entreprises de renoncer volontairement aux droits d'auteur sur les logiciels, les plaçant ainsi dans le domaine public, ou les redistribuant sous licence libre. Contrairement aux logiciels dits abandonnés, il est parfaitement légal de distribuer des logiciels du domaine public ou sous licence libre.
Amstrad est un exemple d'organisation qui prend en charge l'émulation et la distribution gratuite des cartouches de jeu vidéo et des logiciels du Amstrad CPC et du ZX Spectrum. Borland a publié des logiciels anciens sous forme de freeware,. Smith Engineering autorise la reproduction et la distribution à but non lucratif des jeux et de la documentation du Vectrex.
Les groupes qui font pression sur les entreprises pour qu'elles publient leurs logiciels sous forme de logiciel libre ont obtenu des résultats mitigés. La bibliothèque de titres éducatifs publiée par MECC (en) en est un exemple. MECC a été vendue à Brøderbund, qui a été vendue à The Learning Company. Lorsque The Learning Company a été contacté au sujet de la diffusion de titres classiques de MECC sous forme de logiciels libres, la documentation prouvant que la compagnie détenait les droits sur ces titres n'a pas pu être trouvée, et par conséquent les droits de ces titres sont dans les limbes et pourraient ne jamais être diffusés légalement. La perte ou le manque de clarté des droits d'auteur sur des logiciels anciens n'est pas rare, comme l'illustrent les droits sur la série No One Lives Forever,.

### Support par libération du code source
Le problème de l'absence de support technique pour un logiciel peut être résolu plus efficacement lorsque le code source est libéré. Par conséquent, plusieurs entreprises ont décidé de publier le code source spécifiquement pour permettre aux communautés d'utilisateurs de fournir elles-mêmes un support technique supplémentaire pour les logiciels (corrections de bugs, adaptations de compatibilité, etc.),, par exemple par des correctifs communautaires ou des conversions de logiciels vers de nouvelles plateformes informatiques. Par exemple, en décembre 2015, Microsoft a libéré le code source de Windows Live Writer pour permettre à la communauté d'en poursuivre le support.
id Software et 3D Realms ont été les premiers à adopter cette pratique, en publiant le code source des moteurs de jeu de certains titres anciens sous une licence de logiciel libre (mais pas le contenu réel du jeu, comme les niveaux ou les textures). Le concepteur principal de Falcon 4.0, Kevin Klemmick, a également affirmé en 2011 que la mise à disposition du code source de son logiciel pour la communauté était une bonne chose :
Je pense honnêtement que cette [mise à disposition du code source] devrait être une procédure standard pour les entreprises qui décident de ne pas continuer à supporter une base de code.
- Kevin Klemmick, interviewé par Giorgio Bertolone (12 mars 2011)
L'effet paralysant de l'éventualité d'une poursuite judiciaire peut décourager la libération du code source. Les efforts déployés pour persuader IBM de publier OS/2 en tant que logiciel libre ont été ignorés car une partie du code était codéveloppée par Microsoft.
Néanmoins, il existe plusieurs exemples notables de logiciels commerciaux devenus des logiciels libres avec succès, par exemple, le navigateur web Netscape Communicator, qui a été publié par Netscape Communications le 31 mars 1998. Le développement a été poursuivi sous l'égide de la Fondation Mozilla et Netscape Communicator est devenu la base de plusieurs navigateurs.
Un autre exemple important de logiciel devenu logiciel libre est la suite bureautique StarOffice qui a été publiée par Sun Microsystems en octobre 2000 sous le nom d'OpenOffice.org et dont le développement se poursuit sous les noms de LibreOffice et Apache OpenOffice.
Il existe également de nombreux exemples dans le domaine des jeux vidéo : Revolution Software a publié son jeu Beneath a Steel Sky sous forme de freeware et a donné le code source du moteur de jeu aux auteurs de ScummVM pour qu'ils poursuivent le support du jeu. D'autres exemples sont Myth II, Call to Power II et Microsoft's Allegiance qui ont été publiés pour permettre à la communauté d'en continuer le support.

## Musées
Les musées, qu'ils soient physiques ou virtuels, offrent un moyen légal de préserver ce qui serait autrement une œuvre orpheline.

### WinWorld
WinWorld est un musée en ligne qui contient des informations sur les anciens ordinateurs et les logiciels qui y roulaient,. Le musée propose également des captures d'écran et des copies téléchargeables d'anciens logiciels,.

### Vintage Computer Federation (VCF)
La Vintage Computer Federation (en) promeut également la préservation des ordinateurs obsolètes.

## Abandon volontaire
Certains éditeurs distribuent gratuitement sur leur site web leurs jeux les plus anciens, à l'image de Grand Theft Auto (1997) et Grand Theft Auto 2 (1999) et Wild Metal Country (1999), que Rockstar Games mit en ligne en 2003 et 2004 ; ou encore de Command and Conquer (1995) qu'Electronic Arts mit en ligne le 31 août 2007 pour célébrer le douzième anniversaire de la sortie du jeu.
D'autres éditeurs font eux passer leurs jeux sous licence libre et/ou publient leur code source. C'est par exemple le cas d'id Software avec ses anciens moteurs de jeu, ou de Beneath a Steel Sky (1994) dont Revolution Software donna le code source à ScummVM le 2 août 2003. De même, pour permettre le portage du jeu sur le projet One Laptop per Child, SimCity parut sous licence GNU GPL 3 le 10 janvier 2008 et fut renommé Micropolis.